# Устилуг

Воинский мемориал

Бюст И. Стравинского

Устилу́г (укр. Устилуг) — город во Владимирском районе Волынской области Украины. Административный центр Устилугской городской общины. Известен как поселение с 1150 года и связан с именем великого князя киевского Изяслава Мстиславича.

## Географическое положение
Находится в устье (впадении) реки Луга в реку Западный Буг, что предопределило возникновение названия города.

## История
Поселение известно с 1150 года и связано с именем великого князя киевского Изяслава Мстиславича.
В 1240 году орды Батыя полностью разрушили город.
В период литовско-польского господства на Волыни Устилуг был владением многих феодалов, междоусобицы между которыми очень препятствовали развитию города.
В 1595 году украинское население города поддержало крестьянско-казацкие отряды Северина Наливайко в борьбе против барщины.
Жители города приняли активное участие в национально-освободительной войне украинского народа под предводительством Богдана Хмельницкого в 1648—1654 годах.

### В Российской Империи
С 1793 года местечко во Владимир-Волынском уезде Волынской губернии Российской империи.
В 1812 году, во время нашествия наполеоновских войск, Устилуг вновь стал ареной военных действий. На Волыни с 1811 года стояла 3-я резервная армия, которой командовал генерал А. П. Тормасов. Она должна была оборонять Волынь и Подолье. После боев в июле 1812 года 3-я армия отступила. Пограничные уезды Волынской губернии оказались в руках наполеоновских войск. в Устилуге расположились польские части — союзники Наполеона. Однако наполеоновские войска находились на Волыни недолго. В конце августа 1812 года армия Тормасова, соединившись с Дунайской армией под командованием П. В. Чичагов, начала освобождение Волыни. 26 октября 1812 года на поле между Устилугом и Владимиром-Волынским состоялся решающий бой, который закончился победой русских войск. наполеоновские войска отступили в Польшу, за р. Западный Буг.
По ревизии 1847 г. в «Устилугском еврейском обществе» было 1487 душ. По переписи 1897 г. жителей — 3590, из них 3212 — евреи.
В 1900 году Ружиямполь (Устилуг) — владельческое местечко Волынской губернии, Владимир-Волынского уезда, в 12 верстах к западу от уездного города, при впадении р. Луги в р. Западный Буг. В местечке проживало 4089 жителей, имелись две православные церкви, католическая каплица, кожевенные заводы; значительное грузовое движение осуществлялось по р. Западному Бугу (который с этого места становился судоходным); главные предметы торговли — хлеб (до 30 тыс. пудов ежегодно) и лес (на 40 тыс. рублей).
В Устилуге находилось имение Стравинских, до 1914 года в Устилуг регулярно приезжал летом композитор И. Ф. Стравинский. В имении Стравинского ныне действует музей «Старая мыза».

### В Польской Республике
После заключения Рижского мира 18 марта 1921 года Устилуг отошёл в состав Второй Речи Посполитой в Волынском воеводстве.
1 сентября 1939 года германские войска напали на Польскую Республику, началась Германо-польская война 1939 года.
17 сентября 1939 года Красная Армия Советского Союза вступила в восточные районы Польши — Западную Украину. Поход закончился подписанием 28 сентября 1939 года Договора о дружбе и границе между СССР и Германией.
27 октября 1939 года была установлена Советская власть.

### В Советском Союзе
C 14 ноября 1939 года в составе Украинской ССР СССР.
В 1940 году вновь получил статус города.
В первые дни Великой Отечественной войны воины Владимир-Волынского укрепрайона приняли на себя основной удар немецких войск.
23 июня 1941 года Устилуг был оккупирован немецкими войсками.
21 июля 1944 года город был освобождён советскими войсками 1-го Украинского фронта в ходе Львовско-Сандомирской наступательной операции 13.07—29.08.1944 г.: 3-й гвардейской армии — 218-й сд (полковник Баклаков, Василий Ильич) 120-го ск (генерал-майор Донсков, Семён Иванович).
В 1956 году здесь действовали лесозавод, кирпичный завод, мельница, средняя школа, больница, две библиотеки и Дом пионеров.
В результате административно-территориальных изменений 1972 года город перешёл в состав и подчинение Владимир-Волынского района Волынской области УССР.
В январе 1989 года численность населения составляла 2404 человек, здесь находились музей пограничной славы и Дом-музей И. Ф. Стравинского.
В 1991 году численность населения составляла 2,4 тыс. жителей.

### В составе Украины
С 8 декабря 1991 года — в составе Украины.

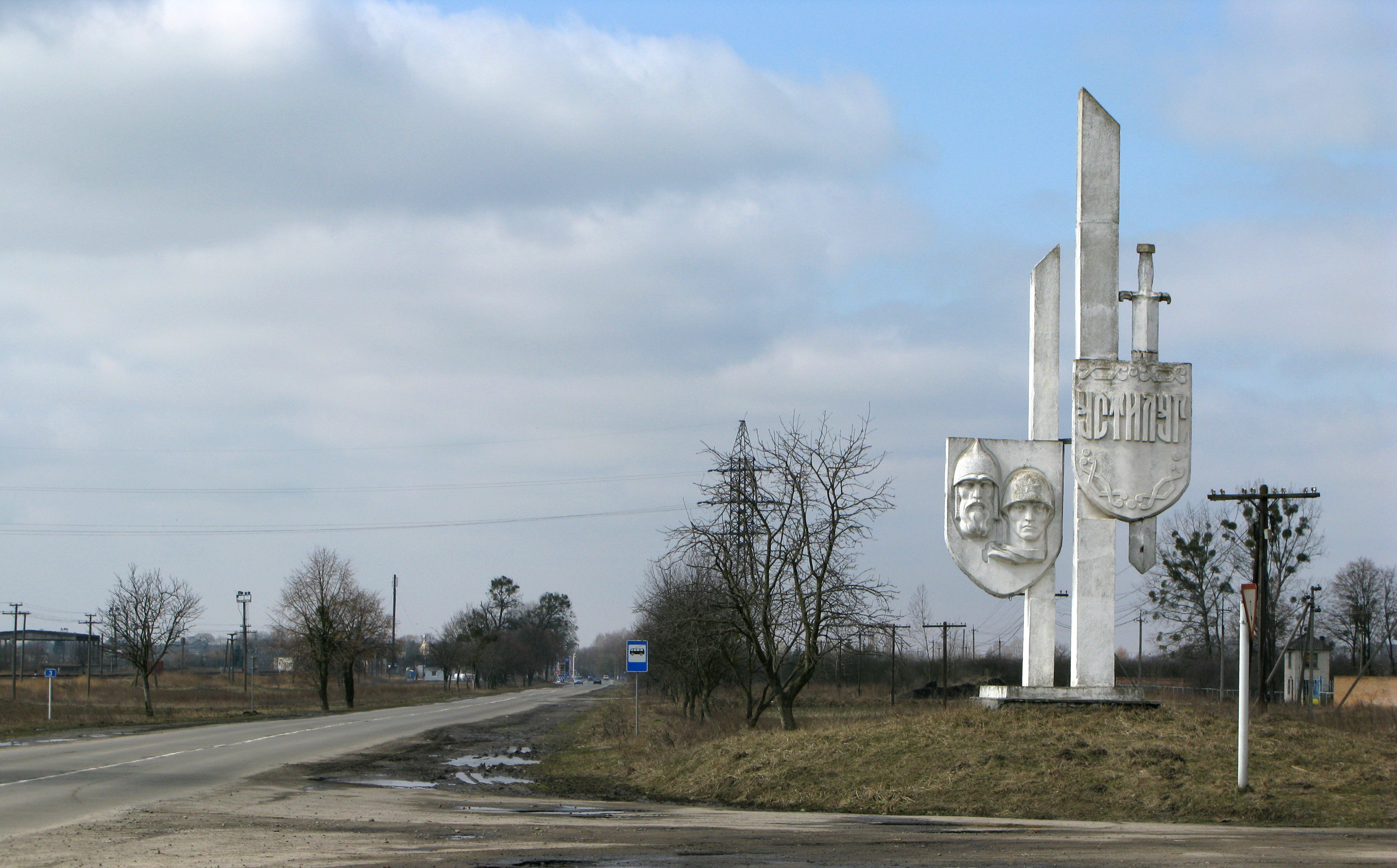
Устилуг, знак при въезде в город

С открытием Международного перехода Устилуг-Зосин особенно возросла роль города. После обретения независимости Украины в городе открыт международный автопереход с Польшей Устилуг-Зосин.
В августе 2015 года город стал центром недавно[когда?] созданной Устилугской городской общины.

## Достопримечательности
На местном учёте до недавнего[какого?] времени находились два памятника истории (городище и дом И. Ф. Стравинского) и семь памятников архитектуры:
- Часовня первой половины XIX в.,
- Дом семьи Носенко начала XX в.,
- Дом И. Ф. Стравинского 1906 года,
- Таможня 1908 года,
- Петропавловская церковь 1920 года на кладбище по ул. Пархоменко, 44,
- Фахверковая мельница 1924 года (сгорела в 2000-х годах).
- Костел XVIII в., архитектором которого считают Паоло Фонтан (здание взорвано в 70-х годах XX в., остались лишь заброшенные фрагменты подземных ходов).

На территории города расположено городище IX—XII вв. — археологический памятник, охранный номер 444 (решение исполкома Устилугской м/р457-р от 16.10.1978 г.).
Между деревней Бубнов и городом Устилуг расположен гидрологический заказник местного значения Луга, а к северо — западу от города-Устилугский заказник.

## Транспорт
Находится в 12 км от железнодорожной станции Владимир (на линии Ковель — Львов). В городе также имеется собственная железнодорожная пассажирская станция. Ежедневно курсирует пассажирский поезд по линии Изов — Владимир-Волынский — Ковель и в обратном направлении.
Регулярное автобусное сообщение позволяет жителям добираться в райцентр — город Владимир-Волынский.

## Уроженцы
- Бромирский, Пётр Игнатьевич, русский скульптор, график и живописец
- Кадазанович, Василий Аркадьевич, генерал-майор ВС СССР